# Frederick Lindemann

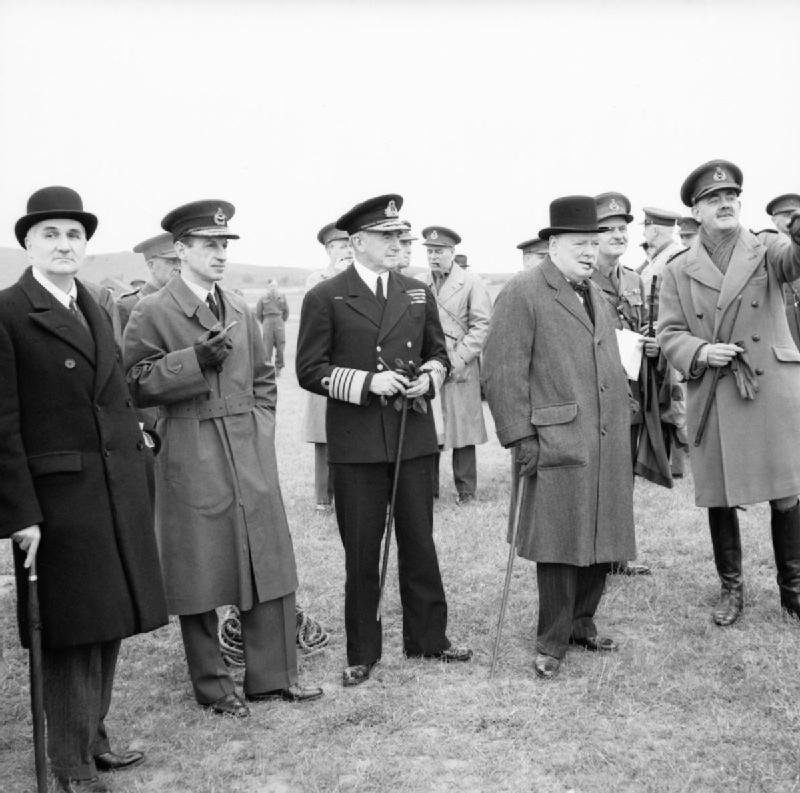
Lindemann (a bal szélen) Winston Churchill-lel egy katonai bemutatón 1941-ben

Frederick Alexander Lindemann (Baden-Baden, 1886. április 5. – London, 1957. július 3.) angol fizikus, politikus, Cherwell első várgrófja. Az 1940-es évek elejétől az 50-es évek elejéig a brit kormány, különösen pedig Winston Churchill, befolyásos tudományos tanácsadója volt. A második világháború idején támogatta Németország városainak, munkásnegyedeinek, kiterjedt bombázását.
G. P. Thomson szerint: "Cherwell erőssége fizikusként két dologban rejlett: a probléma legegyszerűbb alakúra egyszerűsítésének képességében és széles fizikai tudásában."

## Első világháború és Oxfordi Egyetem
1914-ben, az első világháború kitörése idején éppen Németországban teniszezett, ezért nagyon gyorsan el kellett hagynia az országot, hogy elkerülje az internálást. 1915-ben a hampshire-i Farnborough-ban a Royal Aircraft Factory alkalmazottja lett. Kifejlesztett egy matematikai elméletet arról, hogyan lehet a repülőgéppel kijönni a dugóhúzóból, majd megtanult repülni, hogy elméletét a gyakorlatban is kipróbálhassa. Ő előtte a dugóhúzó szinte mindig végzetes volt a repülőgépre és a pilótára nézve.
1919-ben az Oxfordi Egyetem kísérleti filozófia professzora és a Clarendon Laboratórium igazgatója lett leginkább Henry Tizard javaslatára, aki Berlinben a kollégája volt.
Churchill bevette őt a Légvédelmi Tanulmányok Bizottságába, amely Henry Tizard vezetésével a radar fejlesztésének erőforrásokkal való ellátásán dolgozott. Lindemann viszont saját ötleteihez, a légi aknákhoz és infravörös sugarakhoz ragaszkodott. A bizottság végül feloszlott és Lindemann nélkül újra alakult.

## Második világháború
Amikor Churchill 1940-ben miniszterelnök lett, őt nevezte ki a kormány vezető tudományos tanácsadójává.
Nem hitte, hogy Németországnak fejlett radartechnológiája lehet. Nem hitte, hogy a németeknek jelentős hatósugárral bíró lökhajtásos csapásmérő fegyverei lehetnek. Figyelemelterelésnek tartotta a német V-programot, amivel a fontosabb fegyverekről terelik el a figyelmet. Kétségbe vonta Churchillel együtt, a háború előtt, hogy a hatékony uránbomba lehetséges.[forrás?]

## Elismerései
- 1941-ben emelték főnemesi rangra, amikor is Cherwell bárójává lépett elő.
- 1956-ban léptették elő Cherwell várgrófjává.
- 1956-ban Hughes-éremmel tüntették ki.

## Fordítás
- Ez a szócikk részben vagy egészben  a   Frederick Lindemann, 1st Viscount Cherwell című angol Wikipédia-szócikk ezen változatának fordításán alapul.  Az eredeti cikk szerkesztőit annak laptörténete sorolja fel. Ez a jelzés csupán a megfogalmazás eredetét és a szerzői jogokat jelzi, nem szolgál a cikkben szereplő információk forrásmegjelöléseként.